# Захарьяев, Герман Рашбилович
Герман Рашбилович Захарьяев (род. 7 июля 1971, Красная Слобода, Азербайджанская ССР) — бизнесмен, общественный деятель и филантроп. Вице-президент Российского еврейского конгресса, президент международного благотворительного фонда горских евреев СТМЭГИ (STMEGI).

## Биография
Родился 7 июля 1971 года в посёлке Красная Слобода Кубинского района Азербайджана в многодетной горско-еврейской семье. Его отец — известный журналист и поэт Рашбиль Захарьяев.
В 1992 году переехал в Россию и начал свой бизнес в сфере торговли. Является президентом фонда СТМЭГИ, основанным в 2001 году, и вице-президентом российского еврейского конгресса.
Получил учёную степень кандидата философских наук после защиты в 2006 году кандидатской диссертации на тему «Эволюция религиозно-теологической концепции хасидизма».

## Фонд и общественная деятельность
Одним из приоритетных направлений деятельности Германа Захарьяева является развитие Международного благотворительного фонда горских евреев СТМЭГИ. Региональное отделение было зарегистрировано в Москве в 2001 году с целью продвижения различных проектов и улучшения положения горских евреев .
Фонд СТМЭГИ занимается сохранением исторического и культурного многообразия наследия горских евреев, изданием книг, координирует работы основных горско-еврейских организаций во всем мире, оказывает регулярную поддержку членам диаспоры.
Деятельность международного фонда охватывает все важнейшие области еврейской жизни. Это и религиозные проекты, как реставрация Московской хоральной синагоги к её столетию, ремонт свитка Торы, визиты раввинов (Цви Патлас, Ицхак Эзрахи, Авигдор Юнаев, Беньямин Бацри, Ицхак Йосеф) и канторов в города России для проведения различных праздников, дарения Свитков Торы синагогам и ешивам, участие в распределении благотворительных продуктов на Песах, помощь религиозным общинам, издательская деятельность. СТМЭГИ принимает участие в мероприятиях, проводимых российским представительством Фонда Гейдара Алиева, РАН, Московской еврейской религиозной общиной, Федерацией еврейских общин России, Израильским культурным центром в Москве, Всероссийским азербайджанским конгрессом, Международной ассоциацией «Израиль-Азербайджан» и сотрудничает со многими еврейскими общинами и организациями.
Также фондом СТМЭГИ ведется работа по улучшению имиджа горских евреев в Израиле. Одним из достижений в этой сфере стало начало трансляции цикла радиопередач о горских евреях на радио РЭКА (Израиль). Они звучат на русском языке и предназначены для широкой публики.

## Медиагруппа
При участии Германа Захарьяева в 2011 году был создан первый еврейский медийно-информационный портал — STMEGI.COM, цель которого — объединение всех представителей общины в едином собственном ресурсе, сбор всей возможной информации об общине, её истории, культуре, искусстве, деятелях.
Также на сайте фонда запущен цикл видеоуроков языка горских евреев — джуури (диалекта татского языка, который включает много слов на древнееврейском и арамейском).
В состав медиагруппы фонда СТМЭГИ входят: газета «STMEGI.COM за месяц», газета «Бирлик-Единство» в Азербайджане, интернет-канал горских евреев STMEGI-TV, которые освещают жизнь общины по всему миру и имеют корпункты в России, Израиле, Азербайджане, США, Канаде. На канале выходят ежедневные новости, освещающие события во всех уголках мира и повествуют о важных событиях в Израиле.

## 26 Ияра
Одним из последних достижений Германа Захарьяева стала инициатива внесения нового праздника в еврейский календарь. День 9 мая 1945 года, по еврейскому летоисчислению — 26 Ияра 5705 года. В феврале 2014 года Герман Захарьяев обратился к ведущим раввинам Израиля, России и европейских стран с просьбой утвердить 26 Ияра, как священный день для евреев и широко его отмечать. Идея получила широкую поддержку и уже в мае того же года еврейские общины по всему миру впервые официально отметили 26 Ияра — День Спасения и Освобождения (Йом Шихрур ве-Ацала). Об этом дне было официально объявлено с трибун Кнессета Израиля и ООН.
7 мая 2018 года израильский Кнессет принял закон о внесении в официальный список праздников и памятных дат Дня спасения и Освобождения 26 ияра (ивр. יום השחרור וההצלה), приуроченного к капитуляции нацистской Германии 9 мая 1945 года.
В 2018 году в честь 26 ияра специальная мемориальная церемония состоялась у Стены Плача. На молитве присутствовали: главный сефардский раввин Израиля Ицхак Йосеф, председатель Совета раввинов Европы главный раввин Москвы Пинхас Гольдшмидт, главный раввин кавказской (горско-еврейской) общины Янив Нафталиев. Коллективные молитвы состоялись также в городах Хайфа, Мигдаль-а-Эмек, Афула, Нетания, Хадера, Холон, Ашдод, Беэр-Шева, Ганей-Тиква, Модиин.

## Награды и премии
- Орден Дружбы (29 мая 2019 года) — за достигнутые трудовые успехи и многолетнюю добросовестную работу[12].
- Медаль «Прогресс» (1 июня 2016 года, Азербайджан) — за заслуги в области укрепления дружбы между народами и развития азербайджанской диаспоры[13].
- Премия «Скрипач на крыше» (18 декабря 2019 года, Москва, Россия) — в номинации «Общественная деятельность» за просветительскую и благотворительную деятельность [14]
- Благодарственное письмо Президента Российской Федерации(24 июля 2020 г.) [15]
- Медаль «За заслуги в диаспорской деятельности» (19 июля 2021 года, Азербайджан)[16]